# Phaeophilacris
Phaeophilacris is een geslacht van rechtvleugeligen uit de familie krekels (Gryllidae). De wetenschappelijke naam van dit geslacht is voor het eerst geldig gepubliceerd in 1871 door Walker.

## Soorten
Het geslacht Phaeophilacris omvat de volgende soorten:
- Phaeophilacris abbaica Kaltenbach, 1983
- Phaeophilacris abyssinica Saussure, 1878
- Phaeophilacris adami Chopard, 1969
- Phaeophilacris angolensis Bolívar, 1890
- Phaeophilacris angustifrons Chopard, 1942
- Phaeophilacris angustipennis Chopard, 1934
- Phaeophilacris aranea Saussure, 1878
- Phaeophilacris aroussiensis Kaltenbach, 1983
- Phaeophilacris bequaertae Chopard, 1948
- Phaeophilacris bernardii Chopard, 1969
- Phaeophilacris bimaculata Chopard, 1935
- Phaeophilacris bredoi Chopard, 1942
- Phaeophilacris bredoides Kaltenbach, 1986
- Phaeophilacris brevipes Chopard, 1957
- Phaeophilacris bukobiana Rehn, 1914
- Phaeophilacris cavicola Chopard, 1934
- Phaeophilacris celisi Chopard, 1957
- Phaeophilacris chopardacheta Kaltenbach, 1983
- Phaeophilacris chopardi La Greca, 1978
- Phaeophilacris chopardiana Kaltenbach, 1983
- Phaeophilacris collardi Chopard, 1957
- Phaeophilacris congoana Chopard, 1952
- Phaeophilacris cycloptera Kaltenbach, 1986
- Phaeophilacris deheyni Kaltenbach, 1986
- Phaeophilacris faveauxi Chopard, 1958
- Phaeophilacris flavipes Chopard, 1957
- Phaeophilacris funesta Walker, 1871
- Phaeophilacris geertsi Chopard, 1923
- Phaeophilacris grassei Chopard, 1946
- Phaeophilacris gymnica Karsch, 1893
- Phaeophilacris harzi Kaltenbach, 1983
- Phaeophilacris kivuensis Rehn, 1914
- Phaeophilacris leleupi Chopard, 1954
- Phaeophilacris lucifuga Sjöstedt, 1910
- Phaeophilacris macropus Bolívar, 1910
- Phaeophilacris macroxipha La Greca, 1978
- Phaeophilacris martinii Bormans, 1881
- Phaeophilacris matilei Chopard, 1969
- Phaeophilacris maxima Chopard, 1970
- Phaeophilacris microps Sjöstedt, 1910
- Phaeophilacris minuta Chopard, 1957
- Phaeophilacris obesa Chopard, 1948
- Phaeophilacris obscura Chopard, 1970
- Phaeophilacris ocellata Chopard, 1970
- Phaeophilacris ornatipes Chopard, 1958
- Phaeophilacris parva La Greca, 1978
- Phaeophilacris phalangium Karsch, 1892
- Phaeophilacris picta Chopard, 1969
- Phaeophilacris pilifera Chopard, 1952
- Phaeophilacris pilipennis Chopard, 1934
- Phaeophilacris pilitergus Chopard, 1934
- Phaeophilacris platyptera Chopard, 1962
- Phaeophilacris rufa Chopard, 1969
- Phaeophilacris similis Chopard, 1969
- Phaeophilacris spectrum Saussure, 1878
- Phaeophilacris strinatii Chopard, 1958
- Phaeophilacris superba Chopard, 1934
- Phaeophilacris tenuis Chopard, 1969
- Phaeophilacris tomentosa Kaltenbach, 1986
- Phaeophilacris tournieri Chopard, 1954
- Phaeophilacris townsendi Kaltenbach, 1983
- Phaeophilacris trivenosa Chopard, 1969
- Phaeophilacris troglophila Kaltenbach, 1983
- Phaeophilacris univenosa Chopard, 1969
- Phaeophilacris valida Chopard, 1951
- Phaeophilacris velutina Bolívar, 1910
- Phaeophilacris vicina Chopard, 1969
- Phaeophilacris villiersi Chopard, 1957
- Phaeophilacris wittei Chopard, 1934